# 富山ライトレール
富山ライトレール株式会社（とやまライトレール、英: Toyama Light Rail Co., Ltd.）は、富山県富山市で富山港線を運営していた第三セクター方式の鉄軌道・バス事業者。本社を城川原駅に隣接する富山県富山市城川原三丁目3番45号に置いていた。
2020年3月21日の富山駅南北接続事業完成に先立って、同年2月22日に富山ライトレールは富山軌道線（市内電車）を運営する富山地方鉄道に吸収合併された。

## 沿革
- 1999年（平成11年）6月21日：JR西日本が富山港線の路面電車化構想を富山県に説明[6]。
- 2003年（平成15年）5月26日：森雅志富山市長（当時）がJR富山港線路面電車化を表明[7]。
- 2004年（平成16年）
  - 1月15日：富山市役所内に富山港線路面電車化推進室を開設[8]。
  - 2月14日：鉄道資産を上下一体方式とする方針を固める[9]。
  - 3月17日：新会社設立準備会を開く[9]。
  - 3月24日：富山国際会議場で設立発起人会（インテック・富山市・富山商工会議所・富山第一銀行・富山地方鉄道・日本海ガス・北陸銀行・北陸電力）が開催される。同時に社名が『富山ライトレール』に決定する[10]。
  - 4月17日：創立総会が開かれる[10]。
  - 8月27日：富山港線路面電車化、国に事業許可を申請[11]。
  - 10月18日：富山市都市計画審議会が、併用軌道を敷設する綾田北代線と富山駅北線の都市計画を変更し、同区間の都市計画上の名称を富山ライトレール線とすることを決定。
  - 11月9日：国土交通省より第一種鉄道事業の許可及び軌道事業の特許[12]。
  - 12月20日：富山港線の路面電車化が国土交通省のLRT整備事業の補助採択される[13]。
- 2005年（平成17年）2月25日：富山港線の路面電車化工事が着工[14]。
- 2006年（平成18年）
  - 4月29日：開業。
  - 10月25日：2006年度グッドデザイン賞金賞（建築・環境デザイン部門）受賞[15][16]。
- 2007年（平成19年）4月1日：フィーダーバスの運行主体が、富山市から富山ライトレールに移管。
- 2010年（平成22年）：富山市長（当時）の森雅志が「日本初の本格的LRTとなる富山ライトレールを公設民営により整備するなど、公共交通活性化を軸としたコンパクトで持続可能なまちづくりを提唱し、全国地方都市の先駆的モデルとなる取り組みに尽力した」ことで第54回交通文化賞受賞。
- 2020年（令和2年）
  - 2月21日：富山地方鉄道への吸収合併に先立ち、富山ライトレール富山駅北仮停留所横で富山港線引き継ぎ式を開催[4]。
  - 2月22日：富山地方鉄道に吸収合併[17][4][5]。

## 鉄軌道事業

### 路線

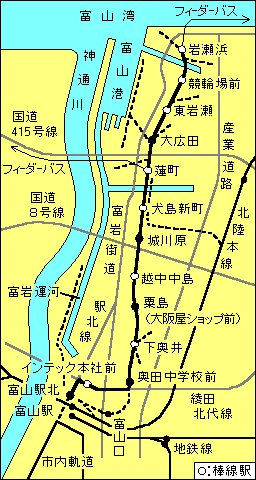
路線図

2020年（令和2年）2月22日まで以下の路線を運営していた。詳細は以下の項目を参照。
- 富山港線

富山港線は元は西日本旅客鉄道（JR西日本）の路線で、それをライトレール化して富山ライトレールが運営していた。さらに前はその前身である日本国有鉄道（国鉄）の路線で、国有化前は富山地方鉄道が富岩線として保有していた。また、併用軌道区間内のレールはドイツから輸入された。
富山駅北駅から奥田中学校前駅の直前までは、道路上に新設された併用軌道を走る軌道区間で、奥田中学校前駅から岩瀬浜駅までが在来の専用軌道を走る鉄道事業区間となる。軌道区間の都市計画上の名称は「富山ライトレール線」だが、軌道法や鉄道事業法に基づく手続きでは軌道区間、鉄道事業区間ともに「富山港線」の名称がそのまま使われている。
JR西日本・あいの風とやま鉄道の富山駅高架化後は、既存の富山地方鉄道富山軌道線と相互に乗り入れる構想が2010年頃から本格化し、2013年（平成25年）4月26日、国土交通省が富山地方鉄道と富山市による富山軌道線延伸事業を認定した際の審議資料では、第二期事業として富山ライトレールとの接続を平成30年度（2018年度）に開業させる方針が盛り込まれた。2015年12月4日、国土交通省は富山市と富山ライトレール・富山地方鉄道から出されていた軌道運送高度化実施計画の変更を12月7日付で認めると発表した。既存区間も含めた富山ライトレールの軌道区間は上下分離がおこなわれ、富山市が軌道施設を保有する形に変更される（「富山地方鉄道富山軌道線#富山駅路面電車南北接続事業」も参照）。
2020年（令和2年）2月22日に上述した運営体制の変更が行われ、富山港線は（およそ76年8か月ぶりに）富山地方鉄道によって運営されることとなった。富山軌道線との接続後は同線と一体で運行される。

### 車両
TLR0600形

新潟トランシスで製造された2車体連節低床式路面電車で、開業に合わせて7編成が導入された。現在は8編成を保有。
一般公募で決まった「ポートラム」という愛称が付けられている。これは「港」（port）と「路面電車」（tram）を組み合わせた造語である。
外装は立山の新雪をイメージした白色を基調としている。また、フロントガラスの下縁部と乗降口の周囲には、編成ごとに異なるアクセントカラー（虹にちなんだ7色：赤、橙、黄、黄緑、緑、青、紫）が施されている。
マスコットキャラクターとして、富山県立富山北部高等学校情報デザイン科の生徒によりデザインされた、ネコと電車をモチーフとする「とれねこ」がある。開業時の編成数と同じ「7匹」がおり、編成に対応してそれぞれ特徴と性格が設定されている。
2018年5月に1編成の増備予定を発表し、2019年3月に導入され3月22日より運行を開始する。

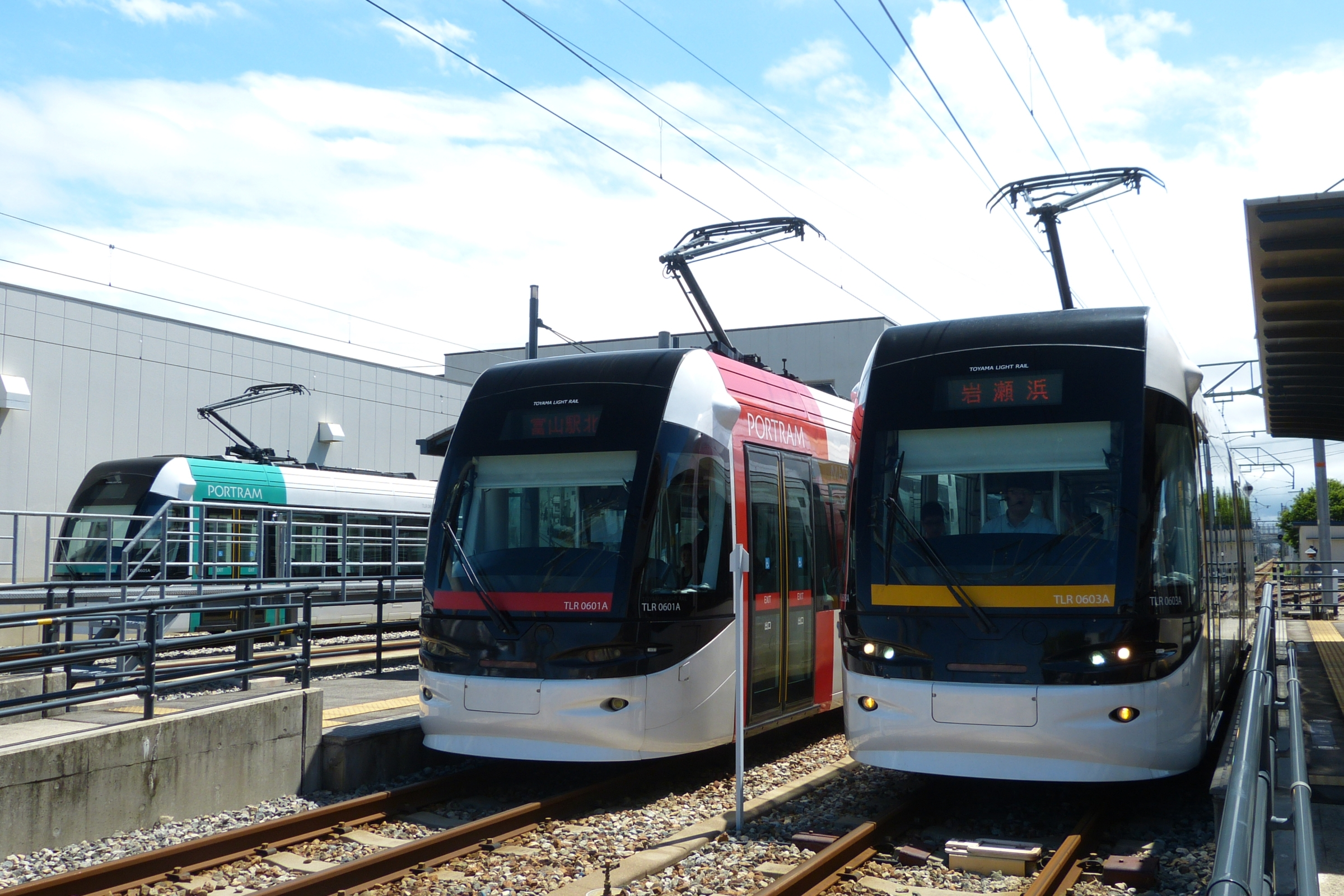
富山ライトレール TLR0600形
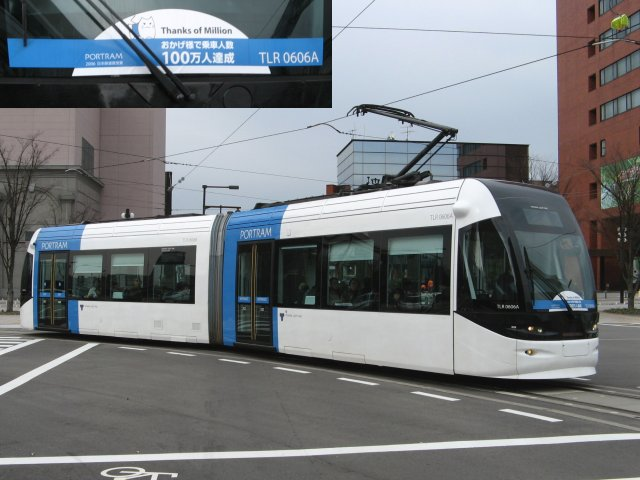
乗客100万人記念ステッカー貼付車両

## バス事業

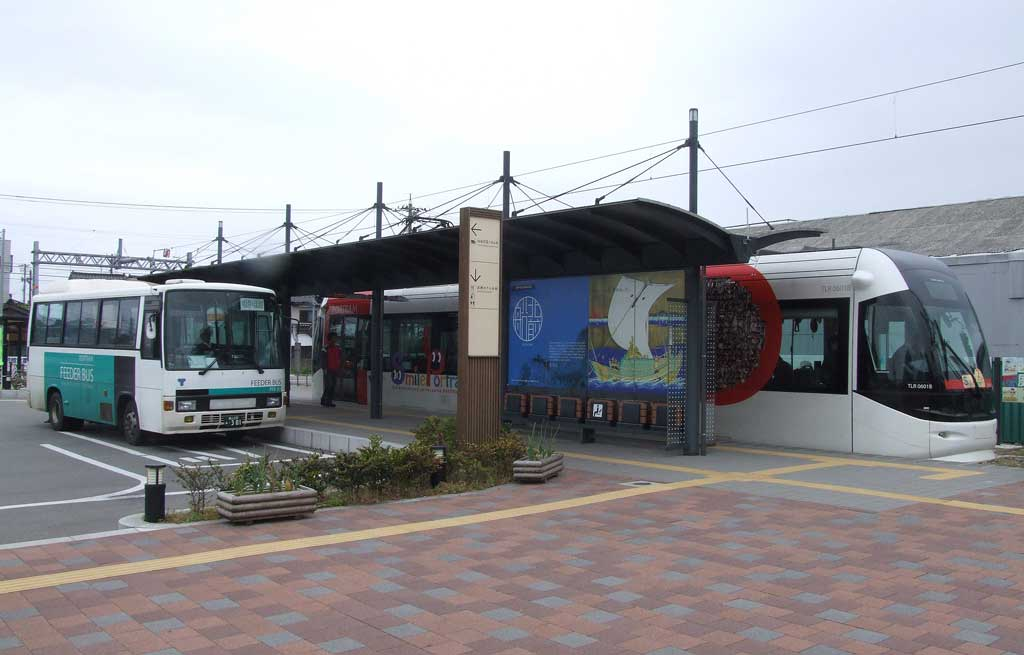
フィーダーバスと電車（2008年5月10日 岩瀬浜駅）

富山港線の蓮町駅・岩瀬浜駅に接続するフィーダーバス2路線を運行していた。2006年4月の富山港線の移管開業に合わせて、富山市が試験的に運行を開始した。2007年4月から本格運行となり、運行主体が富山ライトレールに移管された。なお、実際の運行は一貫して、富山地方鉄道に委託されていた。
主要経由地
四方・草島ルート
蓮町 - 草島 - 荒屋 - 四方神明町
岩瀬・大広田・浜黒崎ルート
岩瀬浜駅前 - 日方江 - 浜黒崎浜通り - 水橋漁港前

## 開業後の経営状況
2006年度は、開業が4月であったために固定資産税が発生しなかったことなどから、268万円の当期純利益を計上した。
2007年度は運賃を本来の水準に引き上げたことなどから、418万円の当期純利益を計上した。損益計算書にはフィーダーバスの収支が加えられたが、運行費用は全て富山市からの補助金で賄われるので、実態には変化がない。
2008年度は614万円の当期純利益を、2009年度は3,017万円の当期純利益を、2010年度は2,607万円の当期純利益を計上した。
公設民営ではあるが上下分離ではなかったため、一般に公開されている損益計算書では各事業の営業費用が全てひとくくりにされている。